# Телесные наказания в Сингапуре

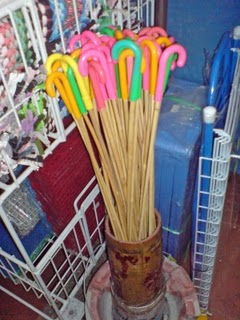
Трости для наказаний в сингапурском магазине

Телесные наказания в Сингапуре весьма распространены и осуществляются посредством нанесения ударов ротанговыми палками, называемыми cane (трость) (само наказание на английском звучит как caning). Наказания могут быть разделены на несколько категорий: в суде, армии, школе, тюрьме и семье. Впервые в такой форме они появились в Сингапуре в эпоху британского колониального правления.
Самым известным и тяжёлым из них является наказание ротанговой тростью в рамках правосудия. Это наказание предназначается для мужчин-преступников в возрасте до 50 лет за широкий спектр преступлений, предусмотренных Уголовным кодексом (ограбления, кражи, изнасилование, проституция и так далее). Телесные наказания в качестве основного наказания применяются за более чем 40 видов общеуголовных преступлений, а также за воинские преступления и дисциплинарные проступки в период отбывания наказания в виде лишения свободы. Также телесное наказание может применяться как дополнительное наказание за ограбление, пиратство, изнасилование, похищение человека и другие преступления. Дополнительное наказание до 6 ударов тростью может быть назначено также за трехкратное вождение автомобиля в нетрезвом виде, превышение скорости и некоторые другие правонарушения, связанные с нарушением правил дорожного движения.
Нанесение ударов происходит ротанговой тростью диаметром не более 1,27 сантиметров, для несовершеннолетних применяется облегченная трость. Количество ударов не может превышать 24 для взрослых и 10 для несовершеннолетних. Телесные наказания не применяются к женщинам, к мужчинам в возрасте старше 50 лет, а также к приговоренным к смертной казни. При исполнении телесного наказания обязательно присутствие медика, удостоверяющего, что осужденный по состоянию здоровья может выдержать наказание. Если по медицинским показаниям телесное наказание не может быть применено, то суд может заменить его лишением свободы на срок до одного года.
Удары ротанговой тростью также являются узаконенной формой наказания для мужчин-военнослужащих низших чинов вооружённых сил Сингапура за нарушения дисциплины и осуществляются в специальных казармах задержания. Кроме того, битьё такими палками является официальным наказанием в школах и в тюрьмах в качестве дисциплинарной меры.
В более мягкой форме ротанговая трость используется для наказания молодых людей во многих сингапурских средних школах за серьёзные проступки.
Значительно более тонкие трости или другие похожие орудия используются также некоторыми родителями в качестве наказания для своих детей независимо от пола. Это не запрещено в Сингапуре, и трости «для домашнего использования» продаются почти в любом магазине, а большинство родителей, согласно опросам, активно используют данные палки.
Организация «Международная амнистия» осуждает данную практику, а некоторыми наблюдателями она считается нарушением Конвенции ООН против пыток, однако Сингапур не подписывал данной конвенции.